# 마이 유스
《마이 유스》는 2025년 9월 5일부터 방송 예정인 JTBC 금요 드라마다. 

## 기획 의도
그저 소년과 소녀였던 선우해, 성제연이 15년 후 재회, 각자의 무대에서 고군분투하며 치열하게 살아가는 시간들에 대한 이야기

## 등장 인물

### 주요 인물
- 송중기 : 선우해 역 (아역: 남다름)
- 천우희 : 성제연 역
- 이주명 : 모태린 역
- 서지훈 : 김석주 역

### 주변 인물
- 이봉련

## 참고 사항
- 이번 작품은 쿠팡플레이가 OTT 독점으로 스트리밍하면서 TVING에서 다시보기가 제공되지 않는다. 단, 실시간 방송은 제공되며 유료 회원에게 제공되는 타임머신 기능을 이용할 수 있다.